# Luisa Elisabetta di Borbone-Francia
Luisa Elisabetta di Borbone-Francia (Marie Louise Élisabeth; Versailles, 14 agosto 1727 – Versailles, 6 dicembre 1759) nata principessa di Francia, divenne duchessa di Parma per matrimonio. Fu l'unica figlia di Luigi XV a sposarsi.

## Biografia

### L'infanzia

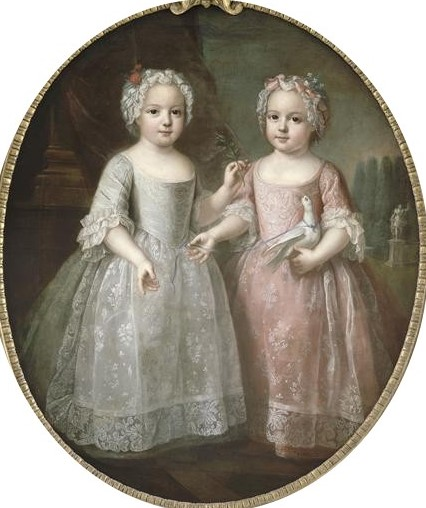
Ritratto di Luisa Elisabetta con sua sorella gemella Enrichetta Anna, 1737 circa, di Pierre Gobert.

Maria Luisa Elisabetta di Francia e la sorella gemella Enrichetta Anna nacquero al Palazzo di Versailles il 14 agosto 1727. Luisa Elisabetta era la prima figlia di Luigi XV di Francia e della principessa polacca Maria Leszcyniska. Fu battezzata a Versailles insieme alla gemella il 27 aprile 1737. Era nota a corte come Madame Royale, Madame Première, Madame Élisabeth, ed anche Babette all'interno del suo circolo familiare.
Si diceva di lei che somigliasse a suo padre e che fosse la sua figlia preferita.
Fu affidata alle cure di Marie Isabelle de Rohan, duchesse de Tallard.
Luisa Elisabetta crebbe a Versailles con la sorella gemella Enrichetta, le sorelle minori Maria Luisa e Maria Adelaide e l'unico fratello sopravvissuto, il Delfino Luigi Ferdinando. Era nota per essere molto intelligente e per il fatto che imparasse in fretta. Lei e suo fratello furono gli unici a sposarsi. Due delle sue sorelle minori, Maria Luisa e Maria Teresa, morirono nell'infanzia, così come il più giovane dei suoi due fratelli, Filippo, mentre le altre sorelle rimasero nubili. Le sorelle Adelaide, Vittoria Luisa e Sofia Filippina trascorsero la loro vita nella corte di Versailles e le prime due testimoniarono la caduta dell'Ancien Régime sotto il regno del nipote, Luigi XVI, mentre la sorella più giovane, Luisa Maria, diventò monaca.
Al contrario delle sorelle minori Sofia e Vittoria, cresciute nel rigido ambiente della reale dell'Abbazia di Fontevrault, Luisa Elisabetta crebbe all'interno dell'amorevole circolo familiare a Versailles.

### Il matrimonio

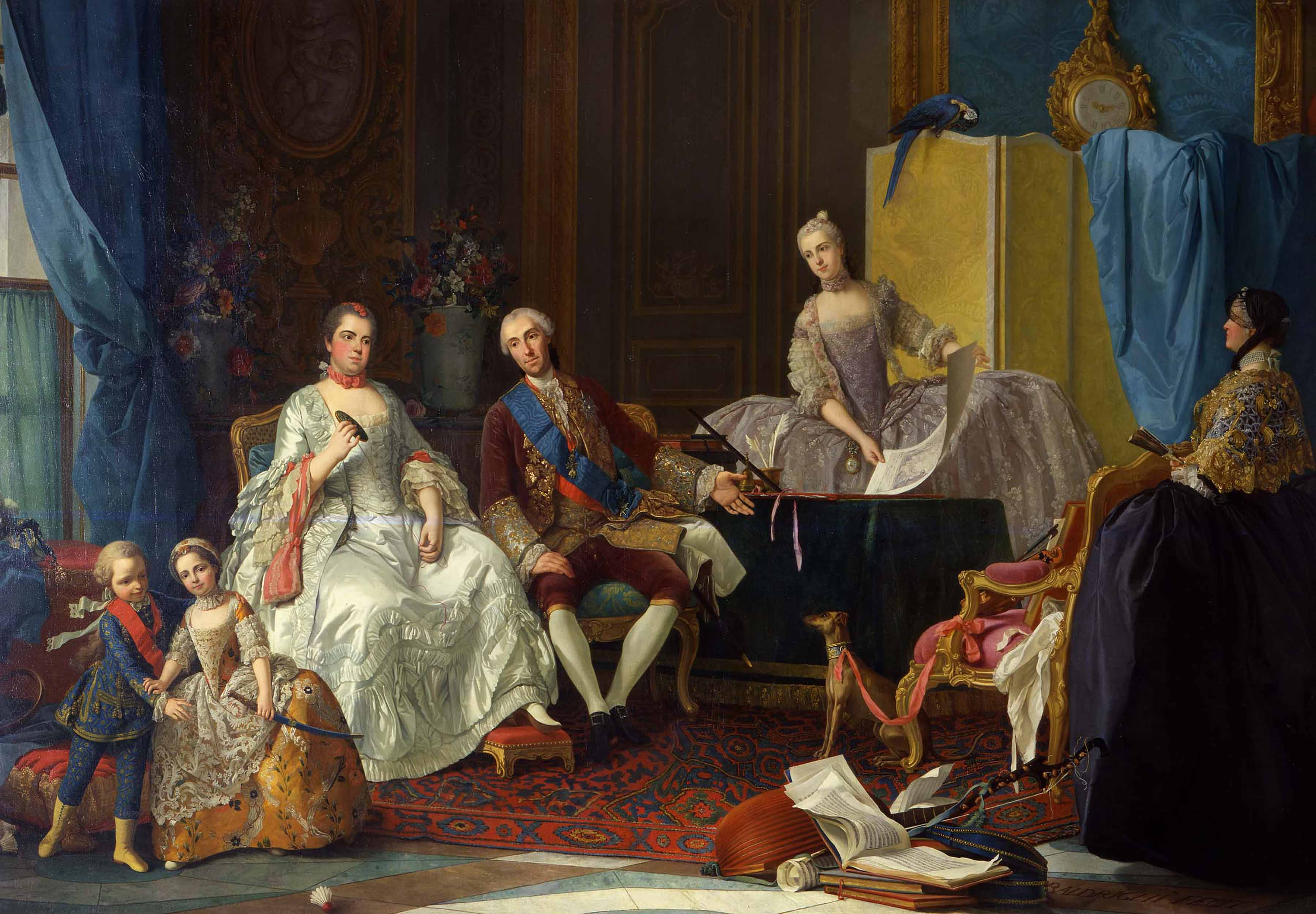
Luisa Elisabetta con suo marito ed i loro figli Ferdinando e Maria Luisa; Isabella è raffigurata in un abito bianco; ritratto di Giuseppe Baldrighi.

Il suo fidanzamento con l'Infante Filippo di Spagna fu annunciato a corte nel febbraio 1739. Filippo era il terzo figlio maschio dello zio di Luigi XV, Re Filippo V di Spagna, e della sua seconda moglie, Elisabetta Farnese, ed era quindi cugino di primo grado di Luigi XV e cugino di secondo grado di Luisa Elisabetta, che era sette anni più giovane di lui. Filippo era il terzo nella linea di successione al trono di Spagna dopo suo fratello Carlo III, che allora era re di Napoli e Sicilia, e il fratellastro Ferdinando VI, l'erede al trono.
Questo fidanzamento seguiva la tradizione di cementare le alleanze politiche e militari tra le potenze cattoliche di Francia e Spagna con matrimoni reali. La tradizione risaliva al 1559, quando Re Filippo II di Spagna sposò la figlia di Re Enrico II di Francia, Elisabetta di Valois, come uno dei termini della Pace di Cateau-Cambrésis. Nonostante ciò, l'annuncio dell'accordo matrimoniale non fu ben accolto alla corte francese, poiché vi erano poche probabilità che Filippo sarebbe diventato Re di Spagna.
Luisa Elisabetta si sposò per procura il 26 agosto 1739, senza aver incontrato il suo futuro marito in precedenza. Successivamente, fu nota, alla corte di Luigi XV, come Madame Infante. Dopo le solenni celebrazioni, partì in lacrime da Versailles per la Spagna il 30 agosto, lasciando dietro di sé l'amata sorella gemella.
Incontrò il marito ad una trentina di chilometri a nord-est di Madrid, ad Alcalá de Henares, dove la cerimonia matrimoniale ebbe luogo il 25 ottobre 1739. Lui aveva diciannove anni, lei solo dodici.

### I figli

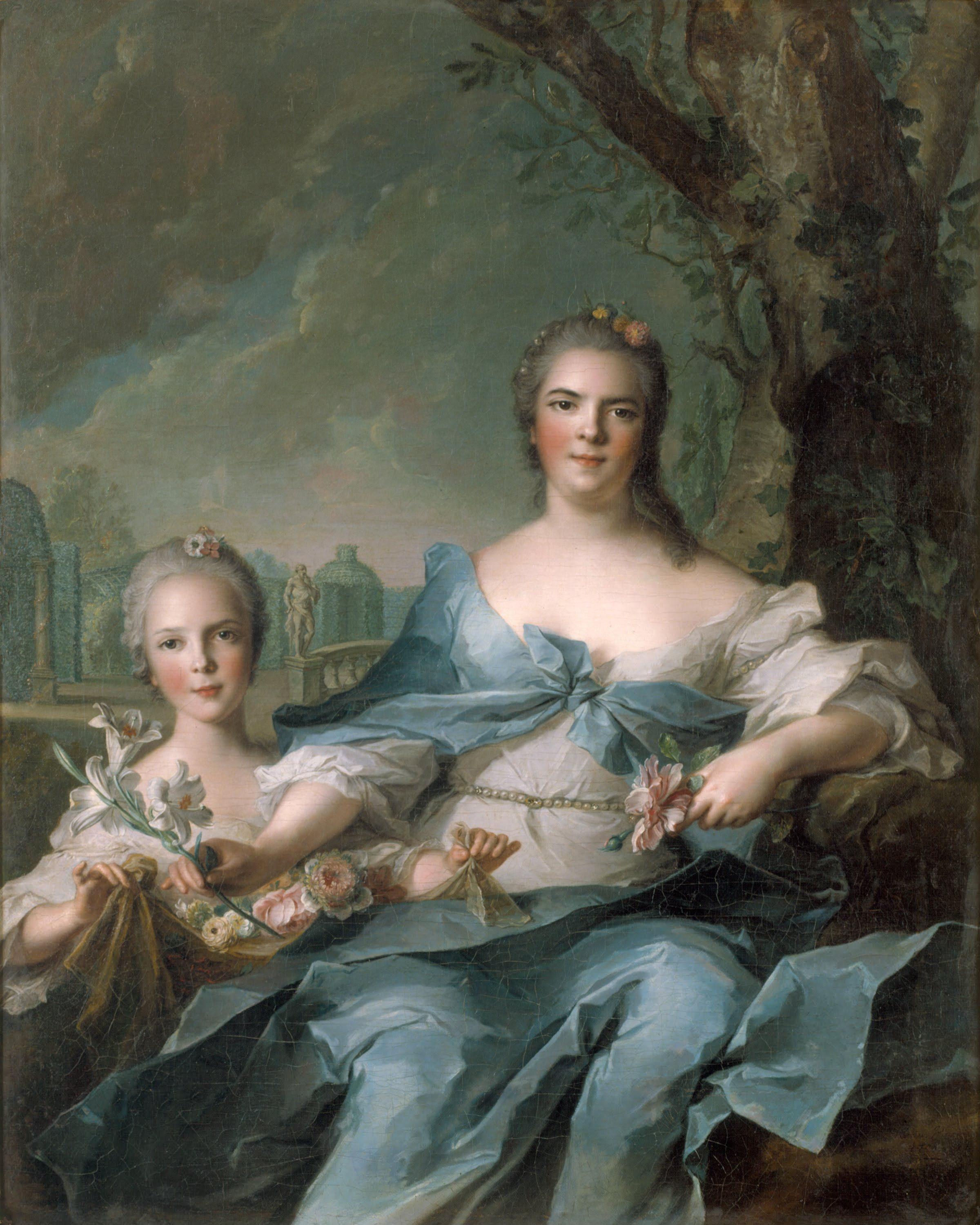
Élisabeth con la figlia maggiore Isabella a Fontainebleau, ritratte da Jean-Marc Nattier.

Il matrimonio non fu molto felice. Filippo, di natura timida, era dominato dalla moglie, mentre Luisa Elisabetta era delusa dalla sua posizione, dato che il marito non era il principe ereditario. La coppia ebbe tre figli:
- Isabella Maria Luisa Antonietta Ferdinanda Giuseppina Saveria Domenica Giovanna (1741–1763) che in seguito sposò l'imperatore austriaco, Giuseppe II, fratello maggiore della regina Maria Antonietta. Ebbe due figlie che morirono nell'infanzia;
- Ferdinando Maria Filippo Lodovico Sebastiano Francesco Giacomo (1751–1802) che successe a suo padre come Duca di Parma nel 1765 e sposo l'Arciduchessa Maria Amalia d'Austria, la cognata di sua sorella maggiore, ed ebbe figli;
- Luisa Maria Teresa Anna (1751–1819), nota come Maria Luisa che sposò l'Infante Carlo di Spagna, suo cugino, ed in seguito divenne Regina consorte di Spagna. Ebbe figli.

#### Spagna

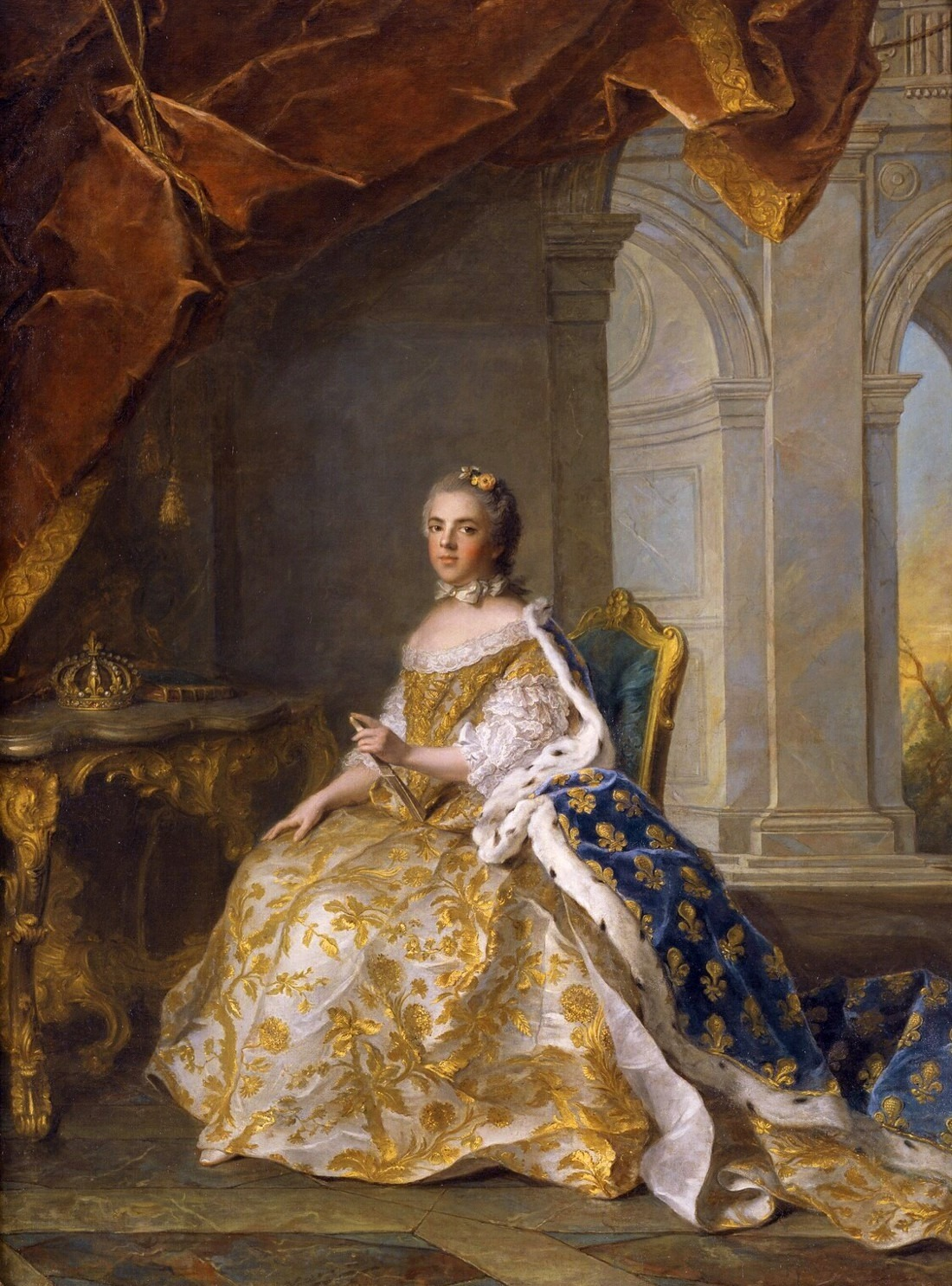
Madame Elisabetta ritratta da Jean-Marc Nattier.

Al tempo dell'arrivo di Luisa Elisabetta in Spagna, l'etichetta alla corte spagnola era molto più severa di quella a Versailles, e la corte era dominata dalla suocera, Elisabetta Farnese. Luisa Elisabetta e la suocera avevano un rapporto pessimo, dato che Elisabetta era scontenta sia dal fatto che la Francia non avesse pagato personalmente la dote della principessa, sia perché la Francia non aveva offerto supporto alla Spagna nella guerra coloniale contro la Gran Bretagna. Inoltre, la regina scoprì di non poter controllare e dominare la nuora come era abituata a fare con il marito e il figlio, e temeva che potesse soppiantare la sua influenza su di lui. Di conseguenza, trascorreva la maggior parte del suo tempo lontano dalla regina, giocando con le bambole, e scrisse della sua infelicità a suo padre. Il 31 dicembre 1741, a soli quattordici anni, diede alla luce la sua prima figlia, Isabella, che fu chiamata in onore della Regina (Elisabetta è Isabel in spagnolo).
Nel 1745, la sorella minore di Filippo, l'Infanta Maria Teresa Rafaella, sposò il fratello minore di Elisabetta, Luigi, Delfino di Francia.

#### Parma

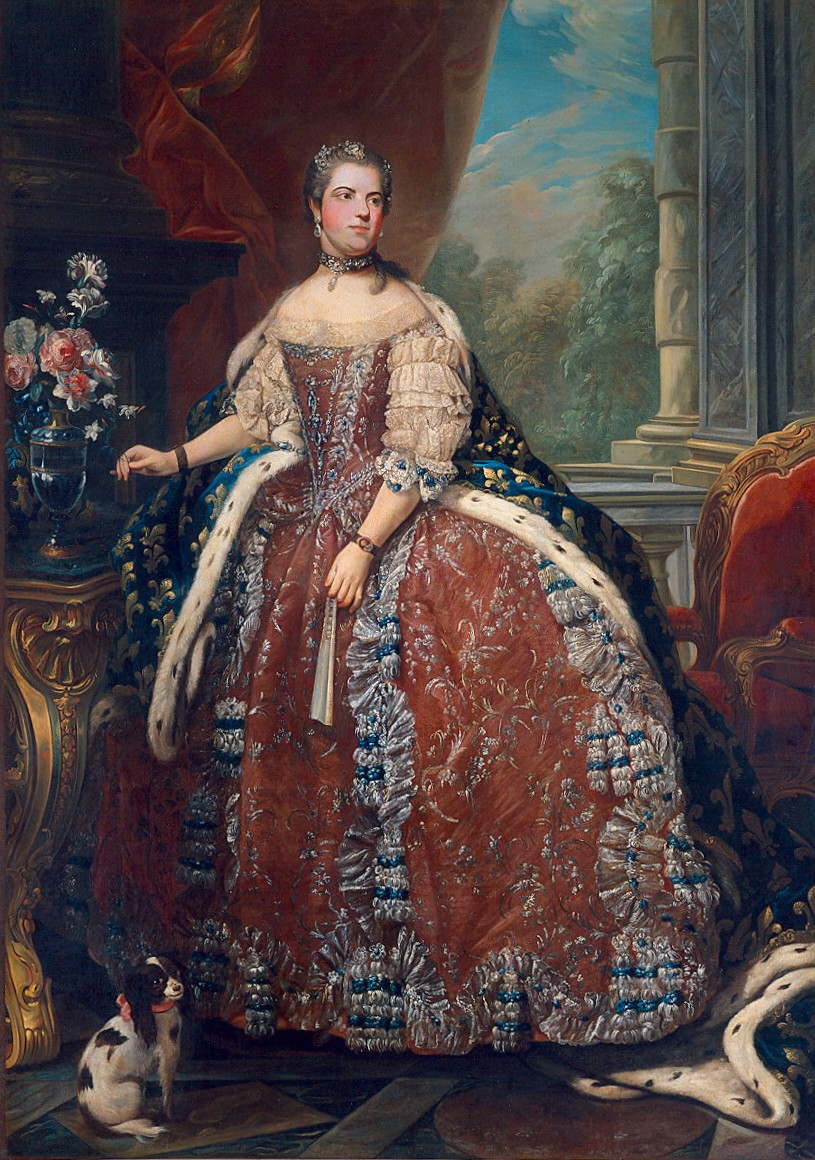
Luisa Elisabetta come Duchessa di Parma, ritratta da Charles-André van Loo.

Luisa Elisabetta fu in grado di lasciare la Spagna nel 1748. Nel Trattato di Aquisgrana (1748) che concludeva la guerra di successione austriaca, l'imperatrice del Sacro Romano Impero Maria Teresa dovette cedere i ducati di Parma, Piacenza e Guastalla al suo nemico, Filippo V di Spagna. Su istigazione di Luigi XV, Filippo e Luisa Elisabetta diventarono Duca e Duchessa di Parma.

#### Versailles
In viaggio verso Parma, Luisa Elisabetta andò prima a Versailles, dove arrivò l'11 dicembre 1748. Era grata a suo padre per il nuovo ducato di suo marito, ma sentiva il bisogno di essere economicamente indipendente dalla Spagna, e tornò in Francia, dove ricevette dal padre un reddito di 200.000 franchi per il ducato. Durante i suoi numerosi mesi di permanenza a Versailles, passò molto tempo con i genitori e fece la conoscenza di Madame de Pompadour, la maîtresse-en-titre di suo padre. Nel luglio del 1746, la cognata Maria Teresa Raffaella morì di parto dopo aver dato alla luce una figlia che non sopravvisse all'infanzia, lasciando il Delfino vedovo. Nel gennaio 1747, Luigi Ferdinando sposò la Principessa Maria Giuseppina di Sassonia, che divenne molto legata alla duchessa.

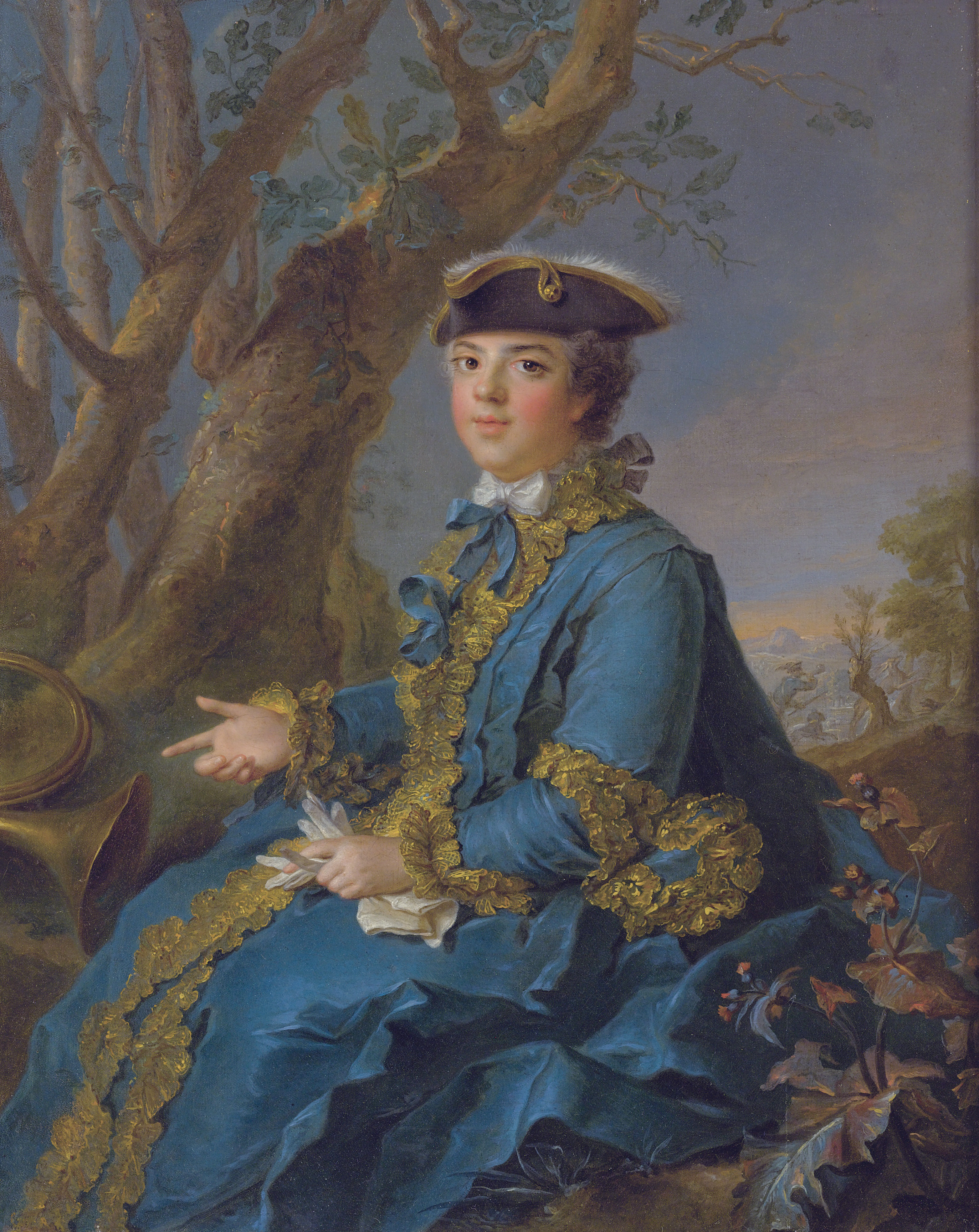
Madame Élisabeth in abito da caccia, ritratta da Jean-Marc Nattier

Durante questa prima visita di ritorno in Francia, un cortigiano descrisse Luisa Elisabetta come "affascinante" con "occhi penetranti" che "esprimono intelligenza" mentre un altro, un osservatore meno comprensivo, affermò che era "una giovane donna ben dotata, maturata con la maternità". Arrivò a Parma nell'ottobre del 1749, importando le maniere di corte, gli arredi e la cucina francese. A Parma, lei e suo marito vissero nella capitale e nel bellissimo Palazzo Ducale di Colorno ridecorato fastosamente nel nativo stile francese della nuova duchessa, ad imitazione di Versailles. A gennaio e a dicembre 1751, diede alla luce altri due figli, Ferdinando e Maria Luisa, che diventò la sua preferita.
Il 10 febbraio 1752, Enrichetta morì, e a settembre, Luisa Elisabetta ritornò in Francia per visitare la tomba della gemella a Saint-Denis. Ci si aspettava un soggiorno di poche settimane, ma rimase a Versailles per quasi un anno.
Luisa Elisabetta ebbe una forte influenza politica a Parma. Fu de facto la vera sovrana del ducato di Parma, ma era annoiata nel ducato, che giudicava troppo modesto per il suo rango, e cercò un regno più vasto da governare. Supportò l'alleanza con l'imperatrice austriaca Maria Teresa, che le promise il trono dei Paesi Bassi del Sud (ora Belgio), che era stato restituito al dominio austriaco con il Trattato di Aquisgrana. Ritornò nuovamente in Francia nel settembre del 1757, per organizzare il matrimonio di sua figlia Isabella con l'arciduca Giuseppe d'Austria, il futuro Imperatore Giuseppe II.
Re Ferdinando VI di Spagna morì senza un erede nell'agosto 1759 e gli successe il fratello minore (fratello maggiore di Filippo) Carlo, che diventò Carlo III di Spagna. Sebbene Filippo e Luisa Elisabetta raggiunsero un gradino più vicino al trono, la giovane famiglia di Carlo, includeva diversi figli maschi, significava che c'erano ancora poche possibilità per loro di salire al trono di Spagna.
Luisa Elisabetta si ammalò mentre si trovava a Versailles, e venne assistita dalla madre, ma morì di vaiolo il 6 dicembre 1759, a 32 anni. Fu sepolta il 27 marzo 1760 nell'Abbazia di Saint-Denis accanto alla sorella Enrichetta. Le loro tombe furono profanate nel 1793, durante la Rivoluzione francese.

## Ascendenza
|                             |                   |                                         | Genitori                               |  |  | Nonni |  |  | Bisnonni               |  |  | Trisnonni            |  |
|                             |                   |                                         |                                        |  |  |       |  |  | Luigi, il Gran Delfino |  |  | Luigi XIV di Francia |  |
|                             |                   |                                         |                                        |  |  |       |  |  | Luigi, il Gran Delfino |  |  | Luigi XIV di Francia |  |
|                             |                   | Infanta Maria Teresa                    |                                        |  |  |       |  |  | Luigi, il Gran Delfino |  |  |                      |  |
| Luigi, duca di Borgogna     |                   |                                         |                                        |  |  |       |  |  | Luigi, il Gran Delfino |  |  |                      |  |
|                             |                   | Duchessa Maria Anna Vittoria di Baviera | Ferdinando Maria, Elettore di Baviera  |  |  |       |  |  |                        |  |  |                      |  |
|                             |                   | Duchessa Maria Anna Vittoria di Baviera | Ferdinando Maria, Elettore di Baviera  |  |  |       |  |  |                        |  |  |                      |  |
|                             |                   | Duchessa Maria Anna Vittoria di Baviera | Enrichetta Adelaide di Savoia          |  |  |       |  |  |                        |  |  |                      |  |
| Luigi XV di Francia         |                   | Duchessa Maria Anna Vittoria di Baviera |                                        |  |  |       |  |  |                        |  |  |                      |  |
|                             |                   | Vittorio Amedeo II di Sardegna          | Carlo Emanuele II, Duca di Savoia      |  |  |       |  |  |                        |  |  |                      |  |
|                             |                   | Vittorio Amedeo II di Sardegna          | Carlo Emanuele II, Duca di Savoia      |  |  |       |  |  |                        |  |  |                      |  |
|                             |                   | Vittorio Amedeo II di Sardegna          | Maria Giovanna Battista di Savoia      |  |  |       |  |  |                        |  |  |                      |  |
| Maria Adelaide di Savoia    |                   | Vittorio Amedeo II di Sardegna          |                                        |  |  |       |  |  |                        |  |  |                      |  |
|                             |                   | Anna Maria d'Orléans                    | Filippo di Francia, duca d'Orléans     |  |  |       |  |  |                        |  |  |                      |  |
|                             |                   | Anna Maria d'Orléans                    | Filippo di Francia, duca d'Orléans     |  |  |       |  |  |                        |  |  |                      |  |
|                             |                   | Anna Maria d'Orléans                    | Principessa Enrichetta d'Inghilterra   |  |  |       |  |  |                        |  |  |                      |  |
| Luisa Elisabetta di Francia |                   | Anna Maria d'Orléans                    |                                        |  |  |       |  |  |                        |  |  |                      |  |
|                             | Rafał Leszczyński | Bogusław Leszczyński                    |                                        |  |  |       |  |  |                        |  |  |                      |  |
|                             | Rafał Leszczyński | Bogusław Leszczyński                    |                                        |  |  |       |  |  |                        |  |  |                      |  |
|                             | Rafał Leszczyński | Contessa Anna von Dönhoff               |                                        |  |  |       |  |  |                        |  |  |                      |  |
| Stanislao Leszczyński       | Rafał Leszczyński |                                         |                                        |  |  |       |  |  |                        |  |  |                      |  |
|                             |                   | Anna Jablonowska                        | Principe Stanisław Jan Jabłonowski     |  |  |       |  |  |                        |  |  |                      |  |
|                             |                   | Anna Jablonowska                        | Principe Stanisław Jan Jabłonowski     |  |  |       |  |  |                        |  |  |                      |  |
|                             |                   | Anna Jablonowska                        | Contessa Marianna Kazanowska           |  |  |       |  |  |                        |  |  |                      |  |
| Maria Leszczyńska           |                   | Anna Jablonowska                        |                                        |  |  |       |  |  |                        |  |  |                      |  |
|                             |                   | Jan Karol Opalinski                     | Conte Krzysztof Opaliński              |  |  |       |  |  |                        |  |  |                      |  |
|                             |                   | Jan Karol Opalinski                     | Conte Krzysztof Opaliński              |  |  |       |  |  |                        |  |  |                      |  |
|                             |                   | Jan Karol Opalinski                     | Contessa Teresa Konstancya Czarnkowska |  |  |       |  |  |                        |  |  |                      |  |
| Caterina Opalińska          |                   | Jan Karol Opalinski                     |                                        |  |  |       |  |  |                        |  |  |                      |  |
|                             |                   | Zofia Czarnkowska                       | Conte Adam-Uryel Czarnkowski           |  |  |       |  |  |                        |  |  |                      |  |
|                             |                   | Zofia Czarnkowska                       | Conte Adam-Uryel Czarnkowski           |  |  |       |  |  |                        |  |  |                      |  |
|                             |                   | Zofia Czarnkowska                       | Contessa Teresa Zaleska                |  |  |       |  |  |                        |  |  |                      |  |
|                             |                   | Zofia Czarnkowska                       |                                        |  |  |       |  |  |                        |  |  |                      |  |

## Titoli, appellativi, onorificenze e stemma

### Titoli ed appellativi
- 14 agosto 1727 – 25 ottobre 1739 Sua Altezza Reale Madame Royale
- 25 ottobre 1739 - 18 ottobre 1748 Sua Altezza Reale Doña Luisa Isabel, Infanta di Spagna
- 18 ottobre 1748 – 6 dicembre 1759 Sua Altezza Reale la Duchessa di Parma, Piacenza e Guastalla, Infanta di Spagna
  - In Francia la principessa e informalmente nota come Madame Infante.

### Accademia dell'Arcadia
Nel 1743 Luisa Elisabetta fu ammessa nell'Accademia dell'Arcadia e assunse il nome di Clorisbe Dircea.